# Црно језеро (Псковска област)
Црно или Вјазковско језеро (рус. Чёрное; Вязковское) слатководно је ледничко језеро у северном делу Псковске области, на северозападу европског дела Руске Федерације. Налази се на граници Стругокрасњенског и Пљушког рејона. преко своје отоке реке Чјорнаје повезан је са сливом реке Пљусе, односно са басеном реке Нарве и Балтичким морем.
Акваторија језера обухвата површину од 9,2 км². На језеру се налази једно острвце површине 19 хектара, и заједно са њим површина језера је 9,39 км². Максималнаа дубина језера је 5,2 метра, просечна око 2,4 метра. Његове обале су доста ниске и замочварене.
Најважнија насеља која се налазе на обалама језера су села Загромотје, Вјазка и Ждани.